# Danina miodowa
Danina miodowa – obowiązkowe świadczenie w miodzie i wosku, nakładane przez panującego na ludność poddaną.
Pojawiła się w wieku VIII–IX, kiedy nastąpił rozkład ustroju rodowego i kształtowały się początki feudalizmu. Ziemia stała się wówczas własnością indywidualną, a miejsce wspólnoty rodowej zajęła wspólnota terytorialna – opole.
O daninie miodowej wspominają przekazy pisemne z  VIII–IX w. Po Przyjęciu przez Słowian chrześcijaństwa miód i wosk był przedmiotem daniny składanej księciu i Kościołowi. Wspomina o tym Bulla gnieźnieńska (1136 r.) Innocentego II. Normą była 1 donica miodu rocznie z pasieki.